# 비아르키메데스 기하학
수학에서 비아르키메데스 기하학(영어: Non-Archimedean geometry)은 아르키메데스 성질이 부정되는  기하학들을 뜻한다. 이러한 기하학의 대표적인 예에는 덴 평면이 있다. 비아르키메데스 기하학은 예에서 알 수 있듯이 유클리드 기하학과 크게 다른 성질을 가질 수 있다.
아르키메데스 성질의 두 가지 의미 중 하나(즉, 순서 또는 크기와 관련하여)를 위반하는 체 위의 기하학을 가리키는 용어가 사용될 수 있는 두 가지 의미가 있다.

## 아르키메데스가 아닌 순서체에 대한 기하학
이 용어의 첫 번째 의미는 아르키메데스가 아닌 순서 체 또는 그 부분 집합에 대한 기하학이다. 앞서 언급한 덴 평면은 유리 함수 체를 기반으로 특정 비 아르키메데스 순서체의 유한 부분의 자체 곱을 취한다. 이 기하학에는 유클리드 기하학과 상당한 차이가 있다. 특히, 한 점을 통과하는 직선에 대한 평행선은 무한히 많다. 따라서 평행선 공준은 실패한다. 그러나 삼각형의 세각의 합은 여전히 직각이다.
직관적으로 이러한 공간에서는 선 위의 점을 실수나 그 부분 집합으로 설명할 수 없으며 "무한대" 또는 "무한소" 길이의 선분이 존재한다.

## 아르키메데스 값 매김이 아닌 체에 대한 기하학
이 용어의 두 번째 의미는 아르키메데스 값 매김이 아닌 체 또는 초거리 공간에 대한 거리 기하학이다. 그러한 공간에서는 유클리드 기하학과 훨씬 더 많은 모순이 발생한다. 예를 들어 모든 삼각형은 이등변이고 겹치는 공이 중첩된다. 이러한 공간의 예는 p-진수이다.
직관적으로 이러한 공간에서는 거리가 "더해지거나" "누적"되지 않다.